# Biserica Ortodoxă Georgiană

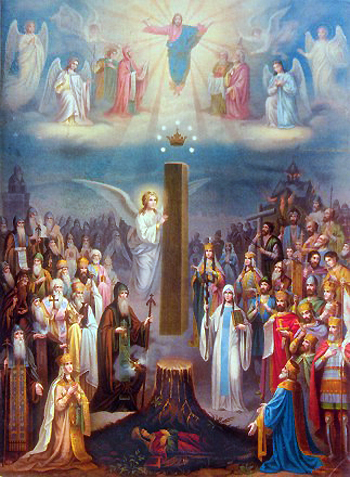
Gloria Iveriei

Biserica Georgiei este una din cele mai vechi Biserici creștine. Conform tradiției, ea își are originile în propovăduirea Sfântului Apostol Andrei din primul secol al erei creștine. Din punct de vedere istoric, adoptarea creștinismului de către regatul Georgiei (Iberiei sau Iviriei) s-a realizat prin propovăduirea Sfintei Nina din Cappadocia, la începutul secolului al IV-lea. Inițial, Biserica Georgiei făcea parte din jurisdicția Patriarhiei Antiohiei, care i-a acordat autocefalia în anul 466. Deși a avut mult de suferit în timpul invaziilor diferitelor triburi tătare din secolele al XIII-lea și al XV-lea, Biserica autocefală a Georgiei a supraviețuit până în anul 1811, când a fost plasată sub administrarea Sinodului Bisericii Rusiei  de către autoritățile țariste. După abdicarea țarului Nicolae al II-lea în urma revoluției din februarie 1917, ierarhii georgieni au restabilit autocefalia Bisericii, care a fost în cele din urmă recunoscută de Constantinopol și de Biserica Ortodoxă Rusă.

## Istoric
Conform tradiției, Apostolul Andrei, cel Întâi Chemat a propovăduit creștinismul în Georgia în primul secol al erei creștine. Tradiția mai spune că el a venit aici ducând cu el Icoana Maicii Domnului cea nefăcută de mână omenească. Această tradiție a contribuit la marea evlavie a poporului georgian pentru Maica Domnului. În plus, tradiția mai amintește și de propovăduirea altor apostoli în Georgia, între care Simon Canaaneul, Matei, Toma și Tadeu. Crearea primei dieceze în Georgia îi este atribuită tot Sfântului Apostol Andrei.
Partea mai cunoscută a istoriei creștinismului în Georgia începe după anul 303, odată cu lucrarea misionară a Sfintei Nina din Cappadocia. Până în anul 317, mărturisirea ei a ajuns la stăpânitorii regatelor de răsărit și de apus ale Georgiei, astfel încât Regele Miriam II al Iviriei (din Georgia de Răsărit) și Regina Nana a Georgiei de Apus au adoptat creștinismul ca religie de stat. Creștinarea Georgiei a avansat apoi de-a lungul secolelor următoare.
Întrucât a făcut parte din Imperiul Roman (Bizantin) târziu, creștinismul georgian a fost puternic influențat de practicile din spațiul acestuia. Inițial, Bisericile din Georgia se aflau sub jurisdicția Scaunului Apostolic al Antiohiei. Biserica Georgiei a devenit autocefală atunci când Patriarhul Antiohiei l-a înălțat pe episcopul de Mtskheta la rangul de Catholicos de Kastli în anul 466, act recunoscut de întreaga Biserică. Ulterior, Catholicosul a primit titlul complementar de Patriarh în anul 1010, astfel încât titlul întâistătătorului său a devenit: "Catholicos-Patriarh al Întregii Georgii".
Ca urmare a invaziilor tătare din secolele al XIII-lea și al XV-lea, Biserica și organizarea politică a Georgiei au avut mult de suferit. Atât regatul cât și Biserica au fost împărțite în două părți distincte, administrate de doi Patriarhi-Catholicos. În anul 1801, Georgia de Răsărit, adică zona Kartli-Kakheti a fost anexată de către țarul Rusiei. Până în 1811, întreaga Biserică a Georgiei a fost absorbită în structurile Bisericii Ruse (aflată în perioada sinodală, după reforma lui Petru cel Mare), punând astfel capăt autocefaliei sale.

## Istoria contemporană
Odată ce Imperiul rus a început să se dezmembreze, dupa abdicarea țarului Nicolae al II-lea, ca urmare a Revoluției din februarie, ierarhia Bisericii Georgiei a pronunțat unilateral restabilirea autocefaliei acesteia. Această decizie nu a fost acceptată inițial de Biserica Ortodoxă Rusă, considerând, odată cu avansul forțelor sovietice, că toți ortodocșii din teritoriile sovietice trebuiau să rămână în jurisdicția sa. Astfel, Biserica Georgiei a fost hărțuită, multe biserici au fost închise, iar alte activități ale Bisericii au fost de asemeni interzise. Clerul, monahii și creștinii credincioși în general au fost supuși la numeroase persecuții, mulți fiind uciși în valurile succesive de epurări din următoarele zeci de ani.
Când Stalin, pentru a obține susținerea acesteia în lupta împotriva invaziei Uniunii Sovietice de către trupele naziste în 1941, a recunoscut Biserica Ortodoxă, Biserica Rusiei a recunoscut în 1943 autocefalia Bisericii Georgiei. În 1989, aceasta a fost recunoscută și de către Patriarhia Ecumenică. Astfel a fost recunoscută de jure o autocefalie care de facto s-a exercitat începând din secolul al V-lea.

## Organizare
După căderea Uniunii Sovietice și obținerea independenței Georgiei, Biserica Ortodoxă de aici a cunoscut o mare renaștere. În anul 2002, peste 80% din georgieni se declarau creștini ortodocși. Biserica Georgiei este organizată în 33 de dieceze, cu 512 biserici; pentru cei circa 3.5 milioane de credincioși, există circa 730 de preoți.

### Titlul Întâistătătorului
Titlul complet al întâistătătorului Bisericii Georgiei este: "Sanctitatea Sa, Preafericitul Catholicos-Patriarh al întregii Georgii, Arhiepiscop de Mtskheta și Tbilisi (în limba georgiană: სრულიად საქართველოს კათოლიკოს-პატრიარქი და მცხეთა-თბილისის მთავარეპისკოპოსი, უწმინდესი და უნეტარესი)

#### Întâistătători ai Bisericii Georgiei din secolul al XX-lea
- Kirion al II-lea (1917-1918)
- Leonide (1918-1921)
- Ambrosi (1921-1927)
- Christefore al III-lea (1927-1932)
- Kalistrare (1932-1952)
- Melkisedek al III-lea (1952-1960)
- Eprem al II-lea (1960-1972)
- David al V-lea (1972-1977)
- Ilia al II-lea (1977-prezent)

### Eparhii în Biserica Georgiei
- Eparhii de pe teritoriul Georgiei
  - Episcopia de Mțheta și Tbilisi
  - Episcopia de Alaverdi
  - Episcopia de Akhalkalaki și Kumurdo
  - Episcopia de Batumi și Skhalta
  - Episcopia de Bodbe
  - Episcopia de Bolnisi
  - Episcopia de Borjomi și Bakuriani
  - Episcopia de Chiatura
  - Episcopia de Chqondidi
  - Episcopia de Dmanisi
  - Episcopia de Khoni și Samtredia
  - Episcopia de Kutais-Gaenati
  - Episcopia de Manglisi și Tsalka
  - Episcopia de Margveti și Ubisa
  - Episcopia de Mestia și Svaneti
  - Episcopia de Nikorțminda
  - Episcopia de Nikozi și Țhinvali
  - Episcopia de Poti și Khobi
  - Episcopia de Rustavi și Marneuli
  - Episcopia de Samtavisi și Gori
  - Episcopia de Senaki și Chkhorotsqu
  - Episcopia de Shemokmedi
  - Episcopia de Stephantsminda și Khevi
  - Episcopia de Tsageri și Lentekhi
  - Episcopia de Tsilkani și Dusheti
  - Episcopia de Tskhum-Apkhazeti
  - Episcopia de Urbnisi și Ruisi
  - Episcopia de Vani și Bagdati
  - Episcopia de Zugdidi and Tsaishi
- Eparhii parțial în afara teritoriului Georgiei
  - Episcopia de Akhaltsikhe, Tao-Klarjeti și Lazeti (Turcia)
  - Episcopia de Nekresi și Hereti (Azerbaidjan)
- Eparhii în afara teritoriului Georgiei
  - Episcopia de Agaraki și Tashiri (Armenia)
  - Episcopia pentru Europa de Vest (Marea Britanie,Germania,Austria,Franța etc)

## Vezi și
- Gabriel (Urgebadze)